# Terciarización
La terciarización es una transformación económica y social que ha afectado a las economías de los países más desarrollados desde la última fase de la revolución industrial. Esta transformación consiste en un aumento de las actividades del sector terciario (servicios), que llega a ser el ámbito preponderante en la economía (el que ocupa un mayor porcentaje de la población activa y el que contribuye en mayor porcentaje al PIB del país). La terciarización implica, frecuentemente, no solo que el sector terciario pasa a ser más numeroso y con una mayor contribución que el sector secundario (industria) sino que la forma de este sector terciario se difunde a todos los demás.

## Ventajas y Desventajas.
- División internacional del trabajo y deslocalización. Por ejemplo, en el cambio de las instalaciones industriales: las grandes y contaminantes plantas de la segunda revolución industrial (siderurgia, industria química), de gran impacto espacial y ecológico, se ven sometidas a la deslocalización (en beneficio de los nuevos países industrializados, antes subdesarrollados) y a la reconversión industrial posterior a la crisis industrial y energética de 1973.
- Industria limpia. El nuevo tipo de industria propia de los países más avanzados se alojará en modernos y limpios polígonos industriales o incluso parques tecnológicos integrados en el espacio urbano y los entornos universitarios, consiguiendo las sinergias de los procesos de I+D e I+D+I.
- Estructura laboral, subempleo y movimiento obrero. También se produce un cambio en el tipo de trabajador industrial y la formación que se le requiere, que ya no está vinculada a una formación profesional rígida y concluida en juventud que determina su función laboral hasta su jubilación, sino flexible para permitir el cambio de puesto de trabajo, de sector profesional y de nivel, no únicamente en el sentido de la promoción laboral, sino llegado el caso, en el del subempleo, en perspectiva individual, lo que es denunciado como una erosión de los derechos laborales colectivos conquistados por el movimiento obrero tradicional. Disminuye la proporción de trabajadores de mono azul (operarios, tanto sin especializar como especializados) en beneficio de los trabajadores de bata blanca (cuadros), pero sobre todo se difuminan las diferencias existentes entre cualquiera de ellos y los trabajadores de camisa y corbata que trabajan en puesto informático (tradicionalmente administrativos o puestos de atención al público), de forma indistinguible también con los trabajadores de la misma condición que pudieran hacerlo en una empresa comercial o de servicios (o incluso en determinados niveles de una gran empresa agrícola), lo que da la justificación para que algunos propongan su denominación como sector cuaternario.
- Espacio rural. En menor medida puede decirse algo parecido de las actividades del sector primario (agrícolas, ganaderas, pesqueras y forestales), cuya mecanización y modernización produce drásticos cambios en la estructura laboral y en la forma tradicional de trabajo. Lo que sí se ha producido de una manera muy notable es la terciarización del espacio rural, que ha dejado de ser tan exclusivamente agrario como había sido tradicional, para alojar todo tipo de actividades económicas, sean vinculadas a su medio como el turismo rural, o completamente deslocalizadas como las que permite el teletrabajo.
- Sustitución de espacios residenciales por comerciales. También se habla de terciarización en los usos del espacio urbano, sobre todo en los cascos históricos y el centro de las ciudades, significando entonces la sustitución de viviendas (uso residencial) por usos turísticos, comerciales o administrativos.
- Estancamiento de la productividad. El Nobel de economía, Paul Krugman argumenta que la menor productividad del sector servicios y la dificultad para mejorar su productividad es el principal factor del estancamiento de los niveles de vida en muchos países.[1] Esto se debe a que gran parte del sector servicios no permite la serialización, aumentar la intensividad del capital, por consistir en tareas que consumen mucho tiempo personal de los profesionales que no es mecanizable.

No debe confundirse con la tercerización (también denominada externalización y en inglés out-sourcing), aunque es un fenómeno económico y social contemporáneo y con el que pueden encontrarse conexiones.